# 黃金翅雀鯛
黃金翅雀鯛（學名：Chrysiptera flavipinnis），又稱黃刻齒雀鯛，是輻鰭魚綱鱸形目雀鯛科金翅雀鯛屬的其中一種，分布於西太平洋巴布亞紐幾內亞東南端至澳洲東部海域，深度3至38公尺，本魚體呈橢圓形而側扁，背鰭硬棘13枚、背鰭軟條14-15枚、臀鰭硬棘2枚、臀鰭軟條13-14枚，體長可達8公分，棲息在珊瑚礁碎石區，單獨或成小群活動，以浮游生物為食，繁殖期成對出現，雄魚會守護魚卵至孵化，生活習性不明，可做為觀賞魚。